# Британська Антарктична Територія
Британська Антарктична Територія (англ. British Antarctic Territory) — британська заморське володіння, сектор Антарктики (загальна площа 1,709 тис. км²), розташований від 20° до 80° західної довготи і південніше 60° південної широти.
З 1908 року Велика Британія претендує на дану територію, яка включає: Південні Шетландські острови, Південні Оркнейські острови, Антарктичний півострів, узбережжя моря Ведделла, а також землі Антарктиди, що знаходяться південніше, аж до  Південного полюсу.
Згідно з Договором про Антарктику, укладеним 1 грудня 1959 року в Вашингтоні і таким, що набрав чинності 23 червня 1961 року, на території, що знаходяться південніше 60° південної широти, не може претендувати жодна держава світу, заборонено видобуток корисних копалин і мілітаризація регіону. Однак немає перешкод для наукових досліджень.
Тим не менш, незважаючи на підписаний Договір, Велика Британія претендує на цю територію. У той же час, частина території Британської Антарктики перетинається з територіальними претензіями Аргентини, інша частина — з Чилійською Антарктикою.
Антарктичний півострів з прилеглими островами — найсприятливіше в кліматичному плані місце для людини в Антарктиці, тому населення наукових антарктичних станцій влітку (грудень — лютий) може досягати близько 3 тис. осіб, при цьому більшість з них не є громадянами Великої Британії. Взимку населення знижується до 500—700 осіб, зазвичай працівників станцій. Постійних жителів, як і у всій Антарктиці, немає.
Арктичний туризм поширений лише влітку. Британська Антарктика широко представлена в антарктичній філателії.

## Ресурси Інтернету
- Description of Bruce's expedition [Архівовано 14 травня 2011 у Wayback Machine.]
- Images [Архівовано 20 серпня 2019 у Wayback Machine.]
- Argentine Government Website with a map of the South Orkney Islands
- Британська антарктична територія [Архівовано 2 січня 2011 у Wayback Machine.]